# Alfred Znamierowski
Alfred Znamierowski, pseudonim „Jacek Gryf” (ur. 21 czerwca 1940 w Warszawie, zm. 23 października 2019 w Pradze) – polski dziennikarz, heraldyk i weksylolog.

## Życiorys
Jest wnukiem Czesława Znamierowskiego. Studiował geografię na Uniwersytecie Warszawskim.
W pierwszej połowie lat 60. publikował artykuły o flagach i banderach m.in. w „Dookoła Świata”, „Skrzydlata Polska”, „Morze”, „Kontynenty”. Następnie emigrował, w 1966 uzyskał azyl polityczny we Francji. W latach 1966–1978 pracował w monachijskim Radio Wolna Europa, w 1985–1994 w sekcji polskiej Głosu Ameryki, m.in. jako jej korespondent w Rzymie. Współpracował z paryską Kulturą i innymi pismami emigracyjnymi. Był członkiem najwyższych władz Ruchu Społeczno-Politycznego POMOST i jego przedstawicielem w Waszyngtonie, członkiem Solidarności Walczącej.
W Niemczech współpracował z niemieckim heraldykiem Ottfriedem Neubeckerem, będąc wykonawcą ilustracji – rysunków herbów do jego leksykonu Wappen Bilder–Lexikon oraz encyklopedii Brockhaus Encyklopädie.
W 1978 założył w San Diego (Stany Zjednoczone) ośrodek The Flag Design Center, zajmujący się projektowaniem flag dla miast, hrabstw oraz osób prywatnych, a także badaniami weksylologicznymi. Następnie został dyrektorem artystycznym w Annin & Co w New Jersey, przedsiębiorstwie zajmującym się produkcją flag. Równocześnie był też głównym ilustratorem amerykańskiego pisma The Flag Bulletin.
Po przemianach roku 1989 w Polsce powrócił do kraju. W 1992 był współzałożycielem Polskiego Towarzystwa Weksylologicznego. Wykonywał ilustracje przedstawiające flagi i herby dla czasopism oraz wydawnictw, w tym dla PWN. W 1997 założył Instytut Heraldyczno-Weksylologiczny, zajmujący się badaniami herbów i flag oraz projektujący znaki dla polskich jednostek samorządowych.
Członek Polskiego Towarzystwa Heraldycznego, Komisji Heraldycznej przy Ministerstwie Spraw Wewnętrznych i Administracji i Rady Numizmatycznej przy NBP, w latach 1998–2000 prezes, następnie wiceprezes Polskiego Towarzystwa Weksylologicznego.

## Odznaczenia
15 czerwca 2007 roku został odznaczony Złotym Krzyżem Zasługi za zasługi w dokumentowaniu prawdy historycznej o dziejach Narodu Polskiego.
28 lipca 2016 otrzymał Krzyż Oficerski Orderu Odrodzenia Polski za wybitne zasługi na rzecz przemian demokratycznych w Polsce.
W 2016 został wyróżniony Krzyżem Solidarności Walczącej.

## Publikacje
- Zaciskanie pięści, rzecz o Solidarności Walczącej, Editions Spotkania, Paryż 1988
- Stworzony do chwały, Editions Spotkania, Warszawa 1995
- The World Encyclopedia of Flags, Anness Publishing Ltd., London 1999
- Flags Through the Ages, a Guide to the World of Flags, Banners, Standards and Ensigns, Southwater, London 2000
- Flags of the World, an Illustrated Guide to Contemporary Flags, Southwater London, 2000
- World Flags Identifier, Lorenz Books London 2001
- Flagi świata, Horyzont, Warszawa 2002
- Insygnia, symbole i herby polskie, Świat Książki 2003
- Herbarz rodowy, Świat Książki 2004
- Wielka księga heraldyki, Świat Książki 2008
- Pieczęcie i herby Śląska Cieszyńskiego, Górki Wielkie-Cieszyn 2011
- Orzeł Biały. Znak państwa i narodu, Bajka 2016
- Niezłomni, Editions Spotkania, 2016
- Heraldyka i weksylologia, Arkady 2017